# Quân đoàn bộ binh Bắc Kỳ
Quân đoàn bộ binh Bắc Kỳ (tirailleurs tonkinois) là một Quân đoàn bộ binh nhẹ Bắc Kỳ, được thành lập năm 1884 để hỗ trợ cho các hoạt động của Quân đoàn viễn chinh Bắc Kỳ. Họ được chỉ huy bởi sĩ quan Pháp, và tham chiến trong một số trận giao chiến với quân Trung Hoa trong cuộc Chiến tranh Pháp-Thanh, và cũng tham gia tiễu phạt các cuộc nổi dậy của người Việt chống lại Pháp trong Cuộc bình định Bắc Kỳ.

## Nguồn gốc

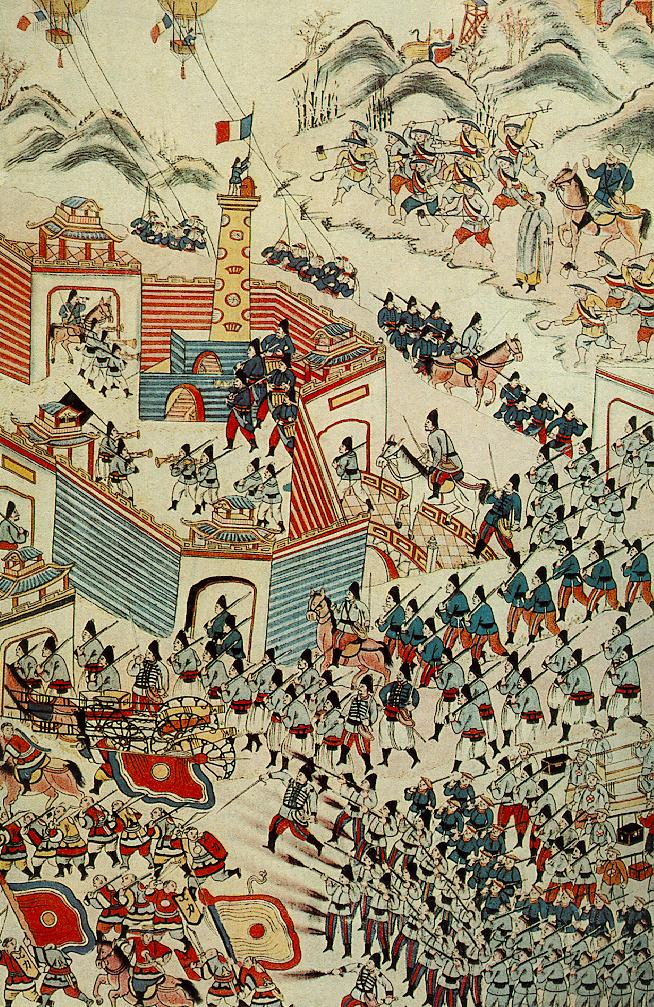
Quân Pháp tiến chiếm thành Hưng Hóa

## Thiết lập và tổ chức

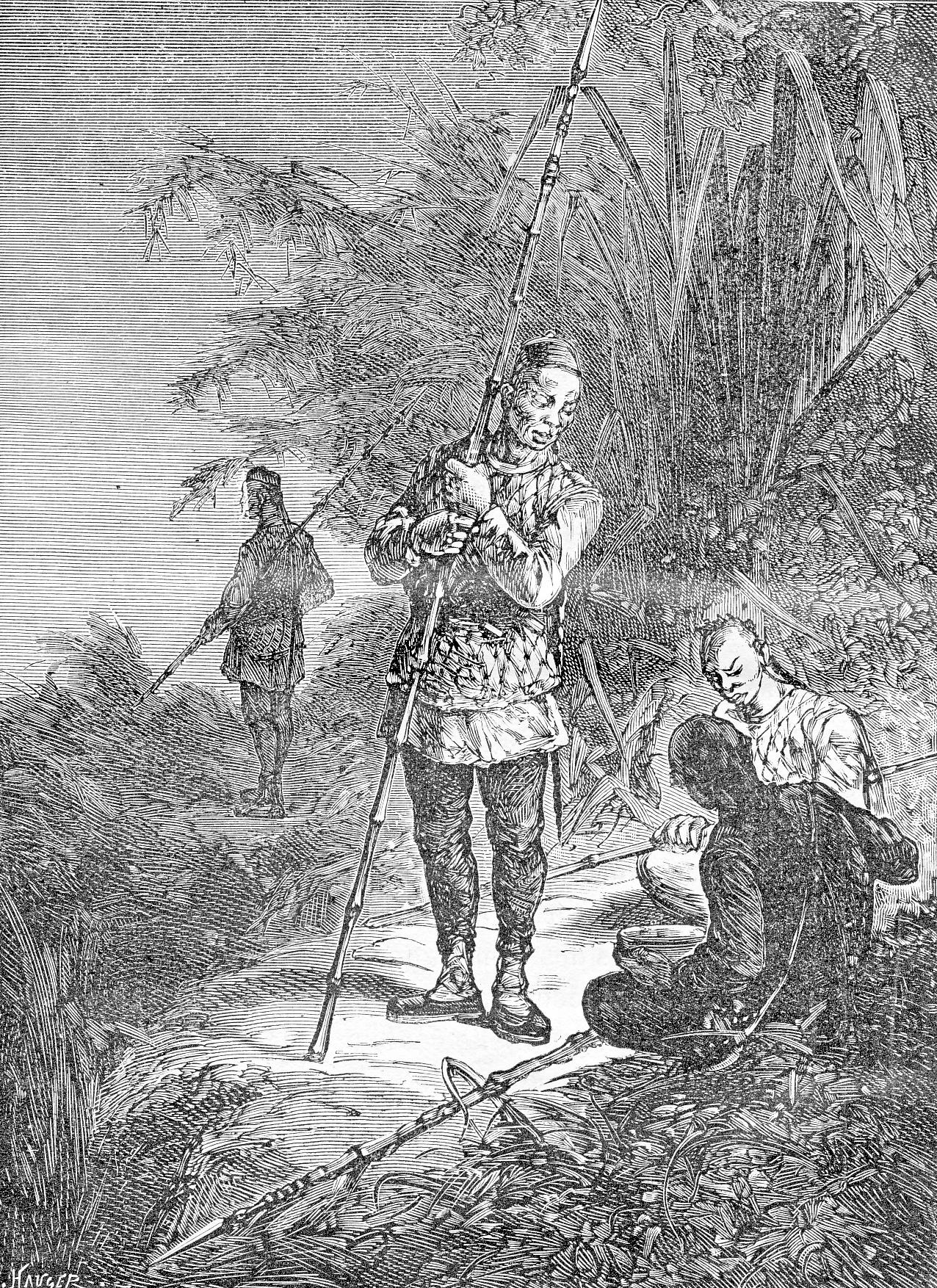
Quân cờ đen, khoảng năm 1873